# Futebol Clube do Porto 2018-2019
Questa pagina raccoglie i dati riguardanti il Futebol Clube do Porto nelle competizioni ufficiali della stagione 2018-2019.

## Organigramma societario
Area direttiva
- Presidente:Pinto da Costa

Area tecnica
- Allenatore: Sérgio Conceição
- Allenatore in seconda: Siramana Dembélé
- Preparatore dei portieri: Diamantino Figueiredo

## Rosa

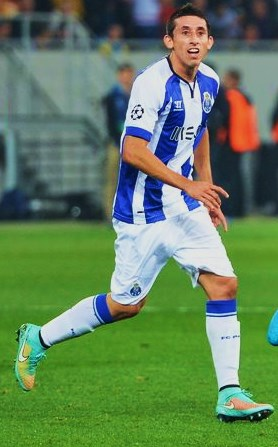
Héctor Herrera.

Aggiornata all'8 gennaio 2019.
| N. |                         | Ruolo | Calciatore                |
| -- | ----------------------- | ----- | ------------------------- |
| 1  | Spagna (bandiera)       | P     | Iker Casillas             |
| 2  | Uruguay (bandiera)      | D     | Maxi Pereira              |
| 3  | Brasile (bandiera)      | D     | Éder Militão              |
| 4  | Portogallo (bandiera)   | D     | Diogo Leite               |
| 5  | Nigeria (bandiera)      | D     | Chidozie Awaziem          |
| 6  | Portogallo (bandiera)   | C     | Bruno Costa               |
| 7  | Portogallo (bandiera)   | A     | Hernâni                   |
| 8  | Algeria (bandiera)      | A     | Yacine Brahimi            |
| 9  | Camerun (bandiera)      | A     | Vincent Aboubakar         |
| 10 | Spagna (bandiera)       | C     | Óliver Torres             |
| 11 | Mali (bandiera)         | A     | Moussa Marega             |
| 13 | Brasile (bandiera)      | D     | Alex Telles               |
| 14 | Ciad (bandiera)         | A     | Marius Mouandilmadji      |
| 16 | Messico (bandiera)      | C     | Héctor Herrera (capitano) |
| 17 | Messico (bandiera)      | A     | Jesús Corona              |
| 18 | Brasile (bandiera)      | D     | Jorge                     |
| 19 | RD del Congo (bandiera) | D     | Chancel Mbemba            |

| N. |                       | Ruolo | Calciatore      |
| -- | --------------------- | ----- | --------------- |
| 20 | Spagna (bandiera)     | A     | Adrián López    |
| 21 | Portogallo (bandiera) | A     | André Pereira   |
| 22 | Portogallo (bandiera) | C     | Danilo Pereira  |
| 23 | Brasile (bandiera)    | D     | João Pedro      |
| 25 | Brasile (bandiera)    | C     | Otávio          |
| 26 | Brasile (bandiera)    | P     | Vaná            |
| 27 | Portogallo (bandiera) | C     | Sérgio Oliveira |
| 28 | Brasile (bandiera)    | D     | Felipe          |
| 29 | Brasile (bandiera)    | A     | Tiquinho Soares |
| 31 | Portogallo (bandiera) | P     | Diogo Costa     |
| 33 | Portogallo (bandiera) | D     | Pepe            |
| 37 | Brasile (bandiera)    | A     | Fernando        |
| 40 | Brasile (bandiera)    | P     | Fabiano         |
|    | Colombia (bandiera)   | A     | Quintero        |
|    | Brasile (bandiera)    | A     | Kelvin          |
|    | Brasile (bandiera)    | A     | Walter          |

## Calciomercato

### Sessione estiva
| Acquisti | Acquisti             | Acquisti                       | Acquisti                   |
| R.       | Nome                 | da                             | Modalità                   |
| -------- | -------------------- | ------------------------------ | -------------------------- |
| P        | João Costa           | Gil Vicente                    | fine prestito              |
| P        | Alberto Bueno        | Málaga                         | fine prestito              |
| D        | Chidozie Awaziem     | Nantes                         | fine prestito              |
| D        | Miguel Layún         | Siviglia                       | fine prestito              |
| D        | Jorge                | Monaco (Francia)               | prestito                   |
| D        | Yordan Osorio        | Tondela (Portogallo)           | definitivo (1 milioni €)   |
| D        | João Pedro           | Palmeiras (Brasile)            | definitivo (4 milioni €)   |
| D        | Saidy Janko          | Saint-Étienne (Francia)        | definitivo (3 milioni €)   |
| D        | Chancel Mbemba       | Newcastle United (Inghilterra) | definitivo (4,5 milioni €) |
| D        | Éder Militão         | São Paulo (Brasile)            | definitivo (4 milioni €)   |
| C        | João Carlos Teixeira | Braga                          | fine prestito              |
| C        | Mikel Agu            | Bursaspor                      | fine prestito              |
| C        | Riechedly Bazoer     | Wolfsburg (Germania)           | prestito                   |
| C        | Paulinho             | Portimonense (Portogallo)      | definitivo                 |
| C        | Ewerton              | Portimonense (Portogallo)      | definitivo                 |
| A        | Adrián López Álvarez | Deportivo La Coruña            | fine prestito              |
| A        | Rui Pedro            | Boavista                       | fine prestito              |
| A        | Majeed Waris         | Lorient (Grecia)               | definitivo (6 milioni €)   |
| A        | Marius Mouandilmadji | Coton Sport (Camerun)          | definitivo                 |

| Cessioni | Cessioni             | Cessioni                | Cessioni                  |
| R.       | Nome                 | a                       | Modalità                  |
| -------- | -------------------- | ----------------------- | ------------------------- |
| P        | João Costa           | Cartagena               | prestito                  |
| P        | José Sá              | Olympiakos              | prestito                  |
| D        | Jorge Fernandes      | Tondela                 | prestito                  |
| D        | Yordan Osorio        | Vitória Guimarães       | prestito                  |
| D        | Saidy Janko          | Nottingham Forest       | prestito                  |
| D        | Ricardo              | Leicester City          | definitivo (22 milioni €) |
| D        | Iván Marcano         | -                       | svincolato                |
| D        | Willy Boly           | Wolverhampton Wanderers | definitivo (12 milioni €) |
| D        | Diogo Dalot          | Manchester United       | definitivo (22 milioni €) |
| D        | Diego Reyes          | -                       | svincolato                |
| D        | Miguel Layún         | Villarreal              | definitivo (4 milioni €)  |
| C        | Ewerton              | Portimonense            | prestito                  |
| C        | Mikel Agu            | Vitória de Setúbal      | prestito                  |
| C        | André André          | -                       | svincolato                |
| C        | João Carlos Teixeira | -                       | svincolato                |
| C        | Paulinho             | Portimonense            | definitivo                |
| A        | Galeno               | Rio Ave                 | prestito                  |
| A        | Majeed Waris         | Nantes                  | prestito                  |
| A        | Ivo Rodrigues        | Anversa                 | definitivo                |
| A        | Suk Hyun-jun         | Troyes                  | definitivo (2 milioni €)  |
| A        | Zé Manuel            | Santa Clara             | definitivo                |
| A        | Gonçalo Paciência    | Eintracht Francoforte   | definitivo (3 milioni €)  |

### Sessione invernale
| Acquisti | Acquisti         | Acquisti                 | Acquisti                   |
| R.       | Nome             | da                       | Modalità                   |
| -------- | ---------------- | ------------------------ | -------------------------- |
| D        | Pepe             | -                        | svincolato                 |
| A        | Fernando Andrade | Santa Clara (Portogallo) | definitivo (1,5 milioni €) |

| Cessioni | Cessioni | Cessioni | Cessioni |
| R.       | Nome     | a        | Modalità |
| -------- | -------- | -------- | -------- |

## Risultati

### Primeira Liga

#### Girone di andata
| Arbitro: | Nuno Almeida |

|                                                      |           |  |
| Aboubakar 14’, 20’ Brahimi 45’ Corona 71’ Marius 88’ | Marcatori |  |

| Arbitro: | Carlos Xistra |

|                            |           |                                   |
| Fredy 55’ (rig.) Keita 83’ | Marcatori | 26’ Leite 46’ Otávio 90+6’ Telles |

| Arbitro: | Fábio Veríssimo |

|                            |           |                                        |
| Brahimi 37’ A. Pereira 43’ | Marcatori | 63’ (rig.) André 76’ Tozé 87’ Davidson |

| Arbitro: | Malheiro |

|                                        |           |  |
| Herrera 15’ Aboubakar 28’ Marega 90+4’ | Marcatori |  |

| Arbitro: | Oliveira |

|  |           |                            |
|  | Marcatori | 17’ Aboubakar 78’ Oliveira |

| Arbitro: | Luís Godinho |

|              |           |  |
| Tiquinho 85’ | Marcatori |  |

| Arbitro: | Fábio Veríssimo |

|               |           |  |
| Seferović 62’ | Marcatori |  |

| Arbitro: | Rui Oliveira |

|                       |           |  |
| Felipe 22’ Marega 80’ | Marcatori |  |

| Arbitro: | Carlos Xistra |

|  |           |                       |
|  | Marcatori | 70’ Otávio 73’ Marega |

| Arbitro: | Artur Soares Dias |

|              |           |  |
| Tiquinho 88’ | Marcatori |  |

| Arbitro: | Hugo Miguel |

|  |           |               |
|  | Marcatori | 90+5’ Hernâni |

| Arbitro: | Mota |

|                                        |           |            |
| Marega 23’, 64’ Soares 57’ Brahimi 59’ | Marcatori | 9’ Tormena |

| Arbitro: | Godinho (Évora) |

|               |           |                         |
| Zé Manuel 38’ | Marcatori | 45+1’ Soares 56’ Marega |

| Arbitro: | Martins |

|                        |           |              |
| Brahimi 16’ Marega 26’ | Marcatori | 12’ Vinícius |

| Arbitro: | Pinheiro |

|  |           |             |
|  | Marcatori | 25’ Militão |

| Arbitro: | Rui Costa |

|                             |           |            |
| Brahimi 32’, 57’ Soares 38’ | Marcatori | 40’ Róchez |

| Lisbona 12 gennaio 2019, ore 14:30 WET 17ª giornata | Sporting Lisbona | 0 – 0 referto | Porto | Stadio José Alvalade (45 174 spett.)\| Arbitro: \| Hugo Miguel \| |
| Arbitro:                                            | Hugo Miguel      |               |       |                                                                   |

#### Girone di ritorno
| Arbitro: | Nuno Almeida |

|                  |           |                                        |
| Gallo 76’ (rig.) | Marcatori | 24’, 42’, 68’ Soares 87’ (aut.) Coelho |

| Arbitro: | Godinho (Évora) |

|                                   |           |  |
| Brahimi 5’ Militão 29’ Soares 38’ | Marcatori |  |

| Guimarães 3 febbraio 2019, ore 19:00 WET 20ª giornata | Vitória Guimarães | 0 – 0 referto | Porto | Stadio D. Afonso Henriques (25 110 spett.)\| Arbitro: \| Rui Costa \| |
| Arbitro:                                              | Rui Costa         |               |       |                                                                       |

| Arbitro: | Jorge Sousa |

|             |           |               |
| Texeira 79’ | Marcatori | 90+2’ Herrera |

| Arbitro: | Nuno Almeida |

|                        |           |  |
| Herrera 15’ Soares 65’ | Marcatori |  |

| Arbitro: | Godinho (Évora) |

|  |           |                                    |
|  | Marcatori | 11’ Pepe 52’ Ó. Torres 74’ Herrera |

| Arbitro: | Jorge Sousa |

|            |           |                               |
| Adrián 18’ | Marcatori | 26’ João Félix 52’ Rafa Silva |

| Arbitro: | Soares Dias |

|                  |           |                         |
| Felipe 4’ (aut.) | Marcatori | 18’ D. Pereira 35’ Pepe |

| Porto 26ª giornata | Porto | 3 – 0 | Marítimo | Estádio do Dragão |

| 27ª giornata | Braga | 2 – 3 | Porto |  |

| Porto 28ª giornata | Porto | 2 – 0 | Boavista | Estádio do Dragão |

| Portimão 29ª giornata | Portimonense | 0 – 3 | Porto |  |

| Porto 30ª giornata | Porto | 1 – 0 | Santa Clara | Estádio do Dragão |

| Vila do Conde 31ª giornata | Rio Ave | 2 – 2 | Porto |  |

| Porto 32ª giornata | Porto | 4 – 0 | Desp. Aves | Estádio do Dragão |

| 33ª giornata | Nacional | 0 – 4 | Porto |  |

| Porto 34ª giornata | Porto | 2 – 1 | Sporting Lisbona | Estádio do Dragão |

### Coppa di Portogallo
| Arbitro: | António Nobre |

|  |           |                                                     |
|  | Marcatori | 7’, 14’, 45+2’, 66’ Adrián 49’ Tiquinho 62’ Pereira |

| Arbitro: | Nuno Almeida |

|                         |           |  |
| Tiquinho 12’ Otávio 58’ | Marcatori |  |

| Arbitro: | Carlos Xistra |

|                                        |           |                                            |
| Felipe 13’ Hernâni 16’ Marega 66’, 89’ | Marcatori | 8’ Texeira 45+1’ Iago Santos 90+2’ Tavares |

| Arbitro: | João Capela |

|              |           |                          |
| Zé Paulo 78’ | Marcatori | 10’ Herrera 118’ Hernâni |

| Arbitro: | João Pinho |

|                                       |           |  |
| Telles 37’ Tiquinho 63’ Brahimi 90+4’ | Marcatori |  |

| Arbitro: | Manuel Mota |

|              |           |             |
| Paulinho 41’ | Marcatori | 74’ Pereira |

| Arbitro: | Jorge Sousa |

|                                                      |                      |                                               |
| Pereira 67’ (aut.) Dost 101’                         | Marcatori            | 41’ Tiquinho 120+1’ Felipe                    |
| Dost Fernandes Mathieu Raphinha Coates Luiz Phellype | Tiri di rigore 5 – 4 | Tiquinho Pereira Pepe Adrián Hernâni Fernando |

### Supercoppa di Portogallo
| Arbitro: | Luís Godinho (Évora) |

|                                       |           |               |
| Brahimi 25’ M. Pereira 67’ Corona 75’ | Marcatori | 14’ C. Falcão |

### UEFA Champions League

#### Fase a gironi
| Arbitro: | Jesús Gil Manzano |

|            |           |                   |
| Embolo 64’ | Marcatori | 75’ (rig.) Otávio |

| Arbitro: | Michael Oliver |

|            |           |  |
| Marega 49’ | Marcatori |  |

| Arbitro: | Bobby Madden |

|                  |           |                                          |
| An. Mirančuk 38’ | Marcatori | 26’ (rig.) Marega 35’ Herrera 47’ Corona |

| Arbitro: | Davide Massa |

|                                               |           |            |
| Herrera 2’ Marega 42’ Corona 67’ Otávio 90+3’ | Marcatori | 59’ Farfán |

| Arbitro: | Ovidiu Hațegan |

|                                     |           |                     |
| Militão 52’ Corona 55’ Marega 90+4’ | Marcatori | 89’ (rig.) Bentaleb |

| Arbitro: | Aljaksej Kul'bakoŭ |

|                                    |           |                                           |
| Feghouli 45+1’ (rig.) Derdiyok 65’ | Marcatori | 17’ Felipe 42’ (rig.) Marega 57’ Oliveira |

#### Fase ad eliminazione diretta
| Arbitro: | Danny Makkelie |

|                  |           |                  |
| Zaniolo 70’, 76’ | Marcatori | 79’ Adrián López |

| Arbitro: | Cüneyt Çakır |

|                                            |           |                     |
| Tiquinho 26’ Marega 52’ Telles 117’ (rig.) | Marcatori | 37’ (rig.) De Rossi |

| Arbitro: | Antonio Mateu Lahoz |

|                      |           |  |
| Keïta 5’ Firmino 26’ | Marcatori |  |

| Arbitro: | Danny Makkelie |

|             |           |                                             |
| Militão 69’ | Marcatori | 26’ Mané 65’ Salah 77’ Firmino 84’ van Dijk |